# Joel McCrea
Joel Albert McCrea (* 5. November 1905 in South Pasadena, Kalifornien; † 20. Oktober 1990 in Woodland Hills, Kalifornien) war ein US-amerikanischer Schauspieler, dessen Karriere vom Ende der Stummfilmzeit bis Anfang der 1960er-Jahre reichte. McCrea spielte in zahlreichen Klassikern wie Sullivans Reisen und Immer mehr, immer fröhlicher sowie Alfred Hitchcocks Der Auslandskorrespondent mit. Ab Mitte der 1940er-Jahre drehte der Schauspieler fast ausschließlich Western.

## Leben und Karriere
Joel McCrea war Sohn eines Geschäftsmannes und wuchs im Raum Los Angeles auf, wo er während seiner Jugend das schnelle Wachstum des kleinen Ortes Hollywood zu einer Filmmetropole beobachten konnte. Bereits als Highschool-Schüler soll er um 1920 gelegentlich als Komparse und Stuntman gearbeitet haben. McCrea absolvierte ein Schauspielstudium am Pomona College und spielte Theater am Pasadena Playhouse. Seine erste größere Rolle erhielt er 1929 in The Jazz Age, die ihm einen Vertrag bei MGM einbrachte. Dort schloss er unter anderem Freundschaften mit Marion Davies und Greta Garbo.
1930 ging er zur neu gegründeten RKO. Seine Beziehung zu Constance Bennett, dem größten Star des Studios, brachte ihm mediale Aufmerksamkeit und zahlreiche Rollen neben Bennett in romantischen Liebesfilmen wie Born to Love, The Common Law oder Rockabye. 1932 bekam er von David O. Selznick die Hauptrolle in Luana übertragen. Unter der Regie von King Vidor war der Film als Antwort auf den Erfolg von Tarzan, der Affenmensch gedacht, der bei MGM für Rekordeinnahmen sorgte. Dolores del Río spielte eine Eingeborenenprinzessin, die eine stürmische Liebesbeziehung zu einem Amerikaner hat. Beide Schauspieler waren den größten Teil des Films, der teilweise auf Hawaii gedreht wurde, fast nackt zu sehen, was aufgrund der seinerzeit noch großzügig gehandhabten Zensurbestimmungen möglich war. Diese Rolle brachte McCreas Karriere weiter voran. Im selben Jahr agierte er neben Fay Wray in Graf Zaroff – Genie des Bösen, der die Flucht von Schiffbrüchigen vor einem Menschenjäger erzählt. Auch dieser Film entstand vor Inkrafttreten des strengen Production Code und ging hinsichtlich Darstellung von Sex und Gewalt bis an die Grenzen des seinerzeit Üblichen. Nach seinem Auftritt an der Seite von Richard Dix und Erich von Stroheim in dem lange vergessenen Drama Die letzten Vier erhielt er 1933 neben Irene Dunne die männliche Hauptrolle in The Silver Cord, einer Verfilmung von Sidney Howards gleichnamigem Bühnenstück. 
Nach dem Weggang von RKO arbeitete Joel McCrea auf Basis nichtexklusiver Verträge unter anderem auch für den Filmproduzenten Samuel Goldwyn, was ihm zunehmend anspruchsvollere Rollen einbrachte. So auch in dem Drama Infame Lügen von 1936 unter Regie von William Wyler, das ihn neben Miriam Hopkins und Merle Oberon in einer entschärften Fassung von Lillian Hellmans Theaterstück The Children’s Hour zeigte. Seine Zusammenarbeit mit Barbara Stanwyck in Internes Can’t Take Money von 1937 war insoweit interessant, als McCrea darin den Charakter des Dr. Kildare verkörperte, den ab 1939 dann Lew Ayres in einer Serie von mehreren Filmen bei MGM spielte.  Sackgasse, der Verfilmung eines Bühnenstücks von Sidney Kingsley unter Regie von Wyler, zeigte McCrea an der Seite von Sylvia Sidney. Mit der Hauptrolle in Union Pacific aus dem Jahr 1939 unter der Regie von Cecil B. DeMille und erneut als Partner von Barbara Stanwyck begann schließlich der Aufstieg von McCrea zu einem der männlichen Topstars der Kriegsjahre.
1940 drehte McCrea mit Alfred Hitchcock Der Auslandskorrespondent, in dem er als amerikanischer Kriegskorrespondent in Europa in einen Strudel gefährlicher politischer Intrigen gezogen wird. Anfang der 1940er-Jahre drehte er auch zwei Filme mit Preston Sturges, die heute als Komödienklassiker gelten: Sullivans Reisen, der ihn 1941 an der Seite von Veronica Lake als über den Sinn seines Berufes nachdenkender Filmregisseur zeigte, und Atemlos nach Florida mit Claudette Colbert als seiner Ehefrau. Zu seinen persönlichen Lieblingsfilmen aus der Zeit gehörten Primrose Path von 1940, eine Liebesgeschichte zwischen einer jungen Frau mit zwielichtigem Hintergrund und einem aufrechten jungen Mann, und Immer mehr, immer fröhlicher aus dem Jahr 1943. Die Komödie, die sich mit der kriegsbedingten Wohnungsnot in Washington beschäftigte, zeigte McCrea unter der Regie von George Stevens als Partner von Jean Arthur. Arthur spielte eine patriotische junge Frau, die eine Hälfte ihres Hauses an Charles Coburn vermietet, der, ohne ihr Bescheid zu sagen, seine Hälfte wiederum zur Hälfte an einen jungen Offizier untervermietet. Der Film wurde für den Oscar als bester Film nominiert.
Seit seiner Rolle als Buffalo Bill unter der Regie von William A. Wellman im gleichnamigen Film aus dem Jahr 1944 arbeitete McCrea hauptsächlich in Western und wurde zu einem der renommiertesten Darsteller dieses Genres. Rollen in anderen Filmgenres lehnte er dagegen nunmehr meistens ab, da er das Drehen von Westernfilmen spannender fand. 1952 war er neben Dick Powell, Charles Boyer und David Niven der vierte Mitbegründer der Fernsehproduktionsfirma Four Star Television, stieg aber schon nach kurzer Zeit aus, da er sich weiter auf das Drehen von Kinofilmen konzentrieren wollte. Zu McCreas bemerkenswerteren Filmen der 1950er-Jahre zählen seine Filme mit Jacques Tourneur: das Drama Stars in My Crown, in dem McCrea in der Rolle eines Geistlichen eine Westernstadt befriedet, und 1955 der Western Wichita, in dem er Wyatt Earp darstellte. Zwischen 1959 und 1960 spielte McCrea neben seinem Sohn Jody McCrea die Hauptrolle in der Fernsehserie Wichita Town. 1962 war er in seiner letzten großen Rolle an der Seite von Randolph Scott im Western Sacramento unter der Regie von Sam Peckinpah zu sehen und verkündete danach seinen Rückzug aus dem Filmgeschäft. In späteren Jahren kehrte er für einige Charakterrollen wieder auf die Leinwand zurück, zuletzt 1976 im Film Mustang Country.

### Privates
Bei den Dreharbeiten zu The Silver Cord lernte er 1933 seine zukünftige Frau Frances Dee kennen, die er noch im selben Jahr heiratete und mit der er bis zu seinem Tod zusammenlebte. Das Paar hatte drei Kinder, darunter den Schauspieler Jody McCrea.
Dank guter Investitionen abseits des Filmgeschäfts in Landbesitz und Landwirtschaft galt McCrea als einer der wohlhabendsten Schauspieler von Hollywood, der schon in den 1940er-Jahren ein Multimillionär war und danach sein Vermögen noch erheblich steigern konnte. In dem Buch People Will Talk von John Kobal gab McCrea dem Autor ein sehr offenes Interview, in dem er neben seinen zahlreichen Affären auch Auskunft über seine langjährige Freundschaft mit dem Regisseur Gregory La Cava gab.
McCrea starb 1990 im Alter von 84 Jahren an Komplikationen einer Lungenerkrankung im Motion Picture & Television Country House and Hospital.

## Filmografie (Auswahl)
- 1927: Die blonde Kollegin (The Fair Co-Ed)
- 1927: Der Herzschlag der Welt (The Enemy)
- 1929: Dynamit (Dynamite)
- 1929: Unsichtbare Fesseln (The Single Standard)
- 1931: The Common Law
- 1932: Business and Pleasure
- 1932: Luana (Bird of Paradise)
- 1932: Graf Zaroff – Genie des Bösen (The Most Dangerous Game)
- 1932: Die letzten Vier (The Lost Squadron)
- 1933: The Silver Cord
- 1934: Die Spielerin (Gambling Lady)
- 1935: Oberarzt Dr. Monet (Private Worlds)
- 1935: Der Polizeibericht meldet … (Woman Wanted)
- 1936: Infame Lügen (These Three)
- 1937: Assistenzarzt Dr. Kilder (Internes Can’t Take Money)
- 1937: Sackgasse (Dead End)
- 1937: Frisco-Express (Wells Fargo)
- 1939: Union Pacific
- 1940: Der Auslandskorrespondent (Foreign Correspondent)
- 1940: Primrose Path
- 1941: Sullivans Reisen (Sullivan’s Travels)
- 1942: Atemlos nach Florida (The Palm Beach Story)
- 1943: Immer mehr, immer fröhlicher (The More, the Merrier)
- 1944: Buffalo Bill, der weiße Indianer (Buffalo Bill)
- 1944: The Great Moment
- 1945: Der Tod wohnt nebenan (The Unseen)
- 1946: Der Mann aus Virginia (The Virginian)
- 1947: Die Farm der Gehetzten (Ramrod)
- 1948: Flucht nach Nevada (Four Faces West)
- 1949: Vogelfrei (Colorado Territory)
- 1949: Konterbande (Südlich von St. Louis)
- 1950: Stars in My Crown
- 1950: Ohne Gesetz (Saddle Tramp)
- 1950: Revolverlady (Frenchie)
- 1950: Blutiger Staub (The Outriders)
- 1951: Der große Zug nach Santa Fé (Cattle Drive)
- 1951: Mord in Hollywood (Hollywood Story)
- 1952: Menschenjagd in San Francisco (The San Francisco Story)
- 1953: Auf verlorenem Posten (The Lone Hand)
- 1954: Der blaue Mustang (Black Horse Canyon)
- 1954: Die Teufelspassage (Border River)
- 1955: Einer gegen alle (Stranger on Horseback)
- 1955: Wichita
- 1957: Von allen Hunden gehetzt (Gunsight Ridge)
- 1957: Der große Fremde (The Tall Stranger)
- 1958: Die Letzten der 2. Schwadron (Fort Massacre)
- 1959: Drauf und dran (The Gunfight at Dodge City)
- 1959–1960: Wichita Town (Fernsehserie, 26 Folgen)
- 1962: Sacramento (Ride the High Country)
- 1970: The Sioux Nation (Dokumentarfilm)
- 1970: Schreit, wenn wir verrecken! (Cry Blood, Apache)
- 1971: The Young Rounders
- 1974: The Great American Cowboy (Dokumentarfilm)
- 1976: Mustang, Bär und Jäger (Mustang Country)
- 1984: George Stevens (George Stevens: A Filmmaker’s Journey) (Dokumentarfilm)